# Adam Grubor
Adam Grubor (Bojna kod Gline, 30. listopada 1928. - Sombor, 24. veljače 1998.), doktor pedagogije, redovni sveučilišni profesor. 
Završivši Učiteljsku školu i Filozofski fakultet doktorirao je pedagoške znanosti. Kao sveučilišni profesor radio je u Osijeku i Somboru (Učiteljski fakultet). Bio je prodekan i dekan Pedagoškog fakulteta u Osijeku. Poseban doprinos dao je u procesu transformacije Pedagoške akademije u fakultet. Živio je u Dardi. 
Objavio je preko 70 znanstvenih radova i nekoliko knjiga, a bio je i koordinator nekoliko znanstveno-istraživačkih projekata. U oblasti pedagogije proglašen je za eksperta Saveznog ministarstva za znanost, tehnologiju i razvoj SR Jugoslavije. Kao istaknuta ličnost uvršten je u leksikon "Ko je ko u Srbiji 1995". Njegov najveći doprinos su stručni i znanstveni radovi, studije i monografije.
Značajan je i njegov rad i angažiranje u Odboru za obrazovanje i kulturu Zajedničkog vijeća općina. S mnogo političke mudrosti i pragmatičnosti nastojao je da Srbi u istočnoj Slavoniji, Baranji i zapadnom Srijemu dobiju školsku i prosvjetnu autonomiju. Iako je svojim djelovanjem u okupiranom dijelu Republike Hrvatske (tzv. "Republici Srpskoj Krajini") iskompromitirao sav svoj dotadašnji znanstveni rad, bio je pomoćnik ministra za prosvjetu i sport Republike Hrvatske, uloživši mnogo energije u zaključivanje Pisma sporazuma, ali i u praćenju njegove primjene u odgojno-obrazovnoj praksi.

### Knjige
- "Stručno-pedagoška praksa studenata Pedagoškog fakulteta u Osijeku", 2. izdanje, Osijek, 1981. (125 str.)
- "Obrazovanje u procesu društvenog razvoja (reforme - ciljevi - metode", Zagreb-Osijek, 1984. (232 str.)
- "Obrazovanje u procesu društvenog razvoja (reforme - ciljevi - metode", 2. izdanje, Zagreb-Osijek, 1985. (XX+231 str.)
- Nikola Potkonjak: "Škola i društvena sredina : drugo istraživačko područje", Osijek, 1986. (307 str.) - Adam Grubor je priređivač.
- Ante Bežen (uredio): "Suvremeni problemi odgoja", Zagreb, 1988. (140 str.) - Adam Grubor je jedan od autora.
- "Vol. 1" (dio skupa: "Working Papers"), 1987. (329 str.) - Adam Grubor je jedan od autora.
- "Obrazovanje nastavnika u funkciji tehnološkog razvoja", Sombor, 1994. (174 str.)
- Adam Grubor (urednik): "Naučni skup Diferencijacija i individualizacija nastave - osnova škole budućnosti, Sombor, 1995. Knj. 1", Sombor, 1995. (240 str.)
- Adam Grubor i Milan Lipovac (prerađivači): "Stručna praksa studenata", Sombor, 1995. (101 str.)
- Grupa autora: "Diferencirani nastavni program srpskog jezika, poznavanja prirode i društva i matematike u razrednoj nastavi : (n[a]učno-istraživački projekat). Knj. 2", Sombor, 1995. (221 str.) - Adam Grubor je autor predgovora.
- "Baranja - srpska zemlja (zbornik radova)", Beli Manastir, 1995. (144 str.) - Adam Grubor je jedan od autora.
- "Didaktički model 'Panonija' u funkciji diferencirane i individualizovane nastave", Sombor, 1996. (157 str.)

### Članci
- "Iz prošlosti Baranje", "Život i škola", broj 5-6, Osijek, 1976.
- "Baranjska stvarnost i avnojske granice", u knjizi "Baranja - srpska zemlja", Beli Manastir, 1995.